# Daphne Arden
Daphne Arden, född 29 december 1941 i Birkenhead i Merseyside, är en brittisk före detta friidrottare.
Arden blev olympisk bronsmedaljör på 4 x 100 meter vid sommarspelen 1964 i Tokyo.